# Observatório David Dunlap

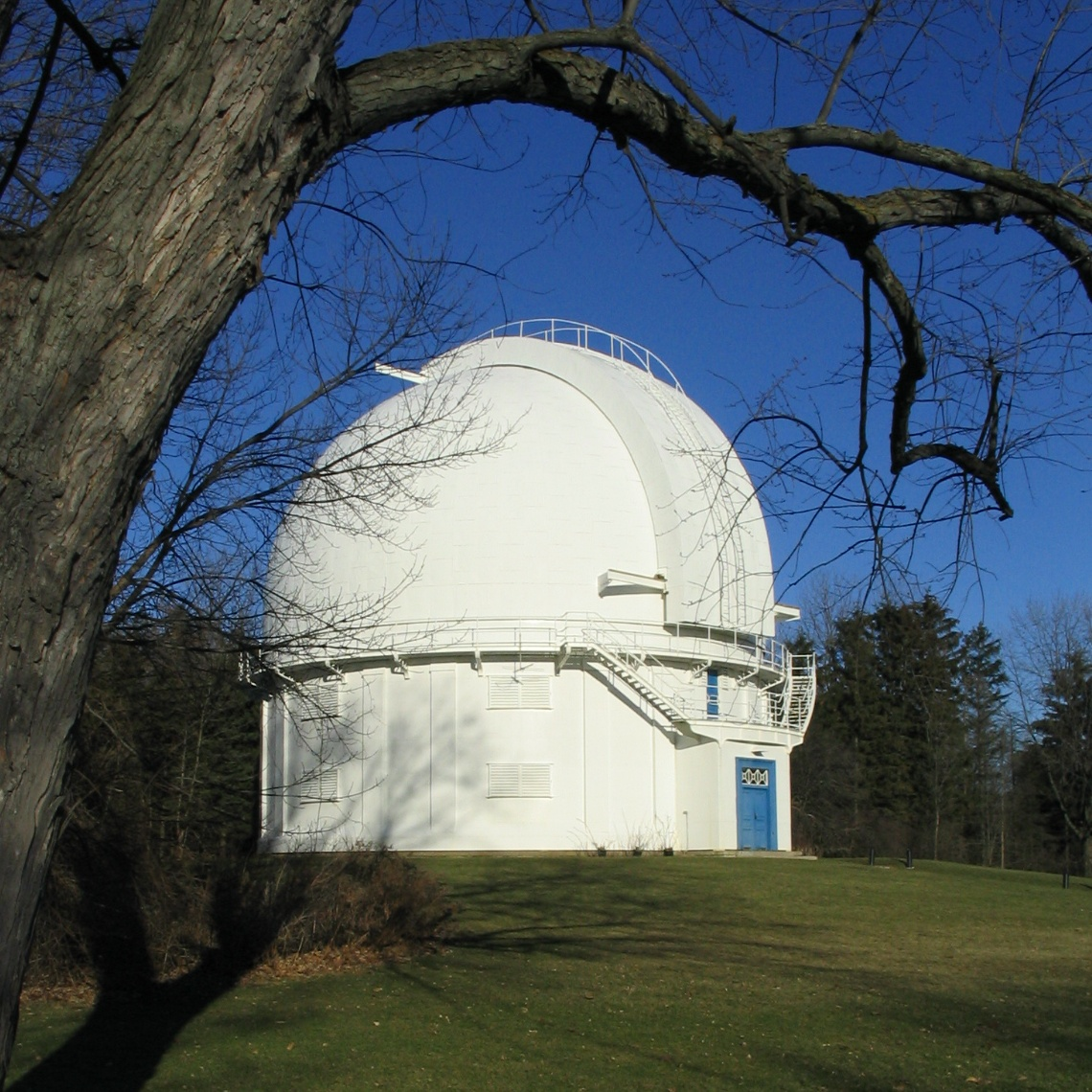
Observatório David Dunlap.

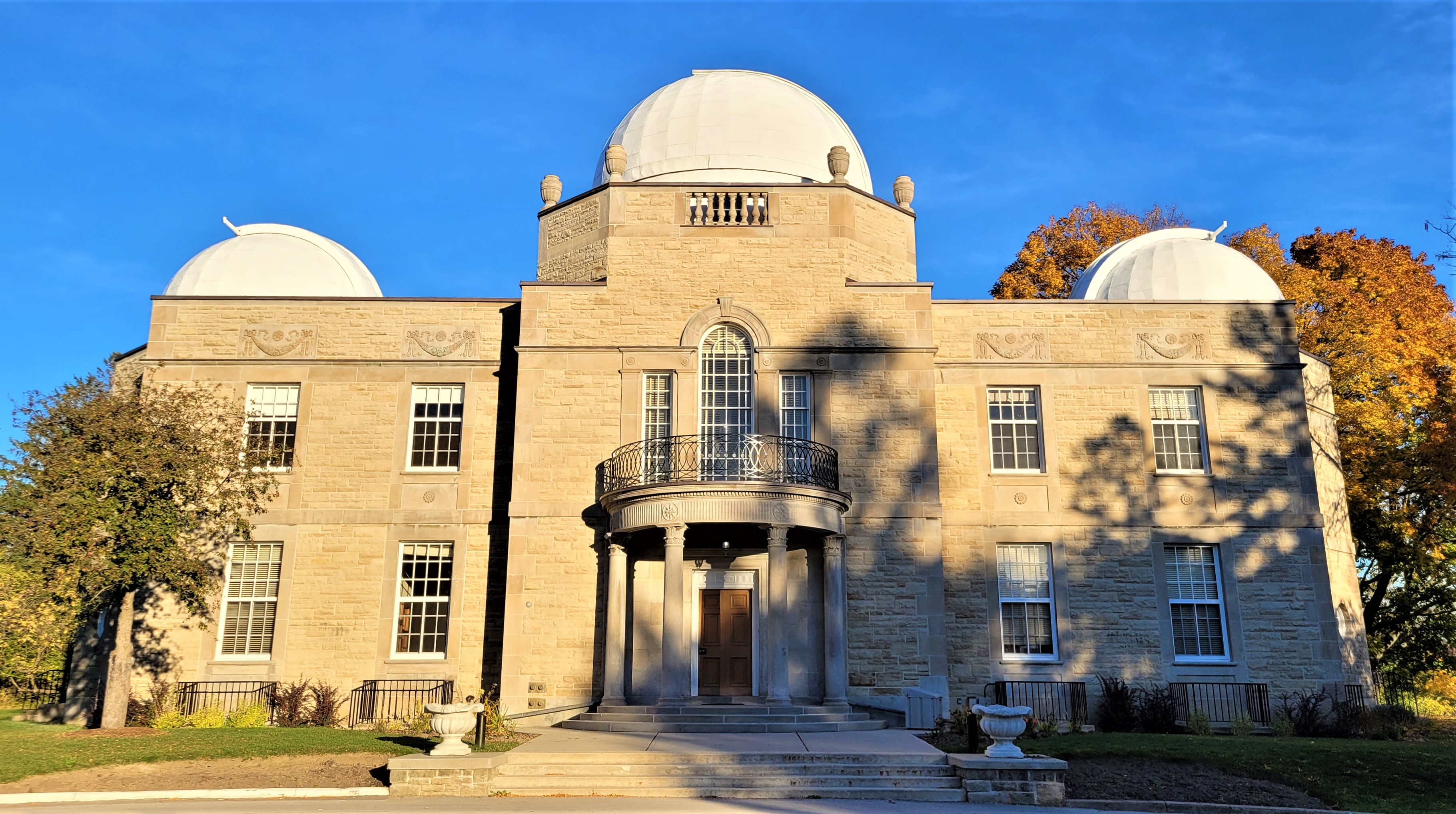
O Prédio Administrativo da Observatório David Dunlap

O Observatório David Dunlap (em inglês: David Dunlap Observatory, também por vezes referido como DDO) é um observatório astronômico localizado em Richmond Hill, Ontário, Canadá. Foi anteriormente propriedade da Universidade de Toronto. Possui um telescópio refletor de 1,88 metro de diâmetro, que foi a certo ponto o segundo maior do mundo, e ainda é o maior do Canadá. Entre suas descobertas estão o fornecimento das primeiras evidências mostrando que Cygnus x-1 é um buraco negro, e que a Estrela Polar estava estabilizando e aparentava "cair fora" da variável cefeida. Devido à urbanização em torno do observatório, sua habilidade de observação foi diminuido, e devido à poluição visual, foi vendida em 2008, embora possa realizar observações espectroscópicas, e ainda seja utilizada como centro de pesquisas.